# Александров, Юрий Николаевич
Юрий Николаевич Александров (11 апреля 1921, Саратов — 20 июля 2009, Москва) — историк Москвы, кандидат исторических наук, один из ведущих москвоведов, автор почти двадцати книг и более сотни статей по истории, архитектуре, топонимике первопрестольной столицы. Ученик историка Е. В. Тарле (1874—1955). Участник Великой Отечественной войны.

## Биография
Родился в Саратове в 1921 году, детство провёл на Волге. С 1930 года жил в Москве, воспитывался мамой и бабушкой.
В 1939 году с отличием окончил школу и поступил в Московский государственный университет на исторический факультет, откуда в сентябре 1939 года с первого курса был призван в Красную Армию, где вместо поступления в военное училище, самостоятельно выбрал срочную службу рядовым в танковых войсках и был направлен в 8-ю мото-бронебригаду в Монголии. В мае 1941 года, после приезда командующего кавалерией РККА Оки Городовикова в Монголию, воинскую часть в составе 16 армии перебросили на запад СССР, в район Шепетовки за Киевом — на старую советско-польскую границу, где и встретил начало Великой Отечественной войны.
После отхода советских частей с территории Украины на восток принимал участие в обороне Смоленска, в июле 1941 года вместе с остатками 16 армии эвакуировался через Соловьёвскую переправу. В октябре 1941 года в составе 128-й танковой бригады Западного фронта участвовал в Вяземской операции, где пытаясь выйти из окружения вместе с 19-й и 20-й армиями в Вяземском котле попал в плен.
Дважды бежал из немецких лагерей, устроился на работу электромонтёром на железной дороге в оккупированной Унече. После освобождения Унечи в сентябре 1943 года, работал на железной дороге до марта 1944 года, но получив повестку, после допросов в СМЕРШе, сбежал с пересыльного пункта в Брянске и вернулся домой в Москву, где 06.06.1944 года на своей квартире снова был арестован СМЕРШем.
Содержался в ряде московских тюрем — «Матросской Тишине», Таганской, Бутырской. Приговорён военным трибуналом к 10 годам лишения свободы, но приговор заменили штрафбатом. C 08.08.1944 года снова в войсках. Во время атаки штрафного батальона на укреплённые немецкие позиции в Восточной Пруссии (с целью выявления замаскированных огневых точек противника) получил осколочное ранение в левую руку, после чего судимость была полностью снята — «за мужество и героизм».
Далее воевал рядовым стрелком-телефонистом в 798-м отдельном батальоне связи 338 сд 113 ск 39 армии 3-го Белорусского фронта. Победу над Германией встретил в капитулировавшем Кёнигсберге, а затем ещё участвовал в войне с Японией на территории Маньчжурии в 1945 году. Награждён рядом правительственных наград. Год служил на выставке трофейного оружия, развернутой на территории Центрального парка культуры и отдыха имени М. Горького, откуда в 1946 году был демобилизован.
Окончил исторический факультет МГУ в 1951 году. Получил рекомендацию от своего научного руководителя, знаменитого историка Евгения Викторовича Тарле, о поступлении в аспирантуру, куда из-за факта плена принят не был. Был распределен в Ворошиловград, но свободных рабочих мест там не оказалось. Устроился на работу в московское экскурсионное бюро, перешёл в сектор информации Института истории и теории архитектуры, а затем в научный отдел на должность главного архитектора. В 1970 году стал заведующим отдела методики экскурсионного дела в Центральном совете по туризму СССР. Значительную часть его наследия составляют методические работы по подготовке и проведению экскурсий.
С 1972 по 1987 год заведовал редакцией краеведения в издательстве «Московский рабочий», где реализовал ряд успешных проектов: ему принадлежала идея создания двух серий краеведческих брошюр — «Биография московского дома» и «Биография московского памятника» (1981—1994 годы) по истории застройки и культурной жизни различных уголков старой Москвы, связанных с конкретными адресами. Брошюры пользовались большой популярностью среди читателей. Долгие годы вел циклы передач о Москве на радио и телевидении.
В 1982 году за многолетнюю плодотворную работу в советской печати указом Президиума Верховного Совета РСФСР награждён Почётной грамотой.
В 1986 году защитил диссертацию на соискание степени кандидата исторических наук.
В 1988 году, в связи с постановлением Московского горкома КПСС об омоложении издательских кадров, был переведён на должность научного редактора. Перешёл в организованный в том же году журнал «Наше наследие», где работал до конца своей жизни.
В апреле 2002 года за работу в Межведомственной городской комиссии по наименованию улиц, станций метро и т. д. (организована в 1998) был удостоен Благодарности от Правительства Москвы.
До последних дней жизни Юрий Александров продолжал трудиться на благо любимого города. Входил в состав Экспертной комиссии Мосгорархитектуры, Ученого совета Музея истории города Москвы и ряда других научных и общественных организаций. 
Прекрасно играл в теннис, любил старую Москву и Санкт-Петербург. Собрал одну из самых полных коллекций путеводителей по Москве, в которой были книги XVIII—XX веков, и в середине 2000-х годов передал её в собрание Музея истории города Москвы.
Несмотря на современную архитектурную вакханалию и колоссальные утраты, Москва с ее уникальными историко-архитектурными памятниками, на мой взгляд, остается все же историческим городом. Поэтому для зодчих, проектирующих крупные современные сооружения, приоритетным должен стать так называемый «средовой подход» (в настоящее время больше декларируемый, чем реализуемый) — то есть более щадящий учет пространственного окружения новостройки, в особенности, если оно имеет историческое значение. Будут ли наши потомки жить в городе, которым они смогут гордиться и где наряду с оригинальной современной архитектурой бережно сохранятся исторические памятники, или станут Иванами, не помнящими родства, — зависит от нас, — Ю. Н. Александров.
Похоронен в Москве на Новодевичьем кладбище.
В 2011 году к 90-летию Юрия Николаевича вышел сборник «Ю. Н. Александров. Избранное», включивший наиболее важные и интересные его работы.

## Семья
Жена — Галина Борисовна Младковская (род. 2 августа 1921) — театровед, заведующая драматической редакцией Центрального Телевидения.

Дочь — Анна Юрьевна Александрова, доктор географических наук, профессор кафедры рекреационной географии и туризма географического факультета МГУ.

## Избранные труды
- Александров Ю. Н. Некоторые советы экскурсоводам: Методика подготовки и проведения экскурсий на архитектурно-градостроительные темы. — М.: ЦРИБ Турист, 1971.
- Александров Ю. Н. Подготовка и проведение экскурсий: Методические рекомендации. — М.: ЦРИБ Турист, 1974.
- Александров Ю. Н., Жуков К. В. Силуэты Москвы: Рассказ об уникальных сооружениях столицы, 1917—1974: Путеводитель. — М.: Московский рабочий, 1974. — 112, [80] с.
  - Александров Ю. Н., Жуков К. В. Силуэты Москвы: Рассказ об уникальных сооружениях столицы, 1917—1977: Путеводитель. — 2-е изд., перераб. и доп. — М.: Московский рабочий, 1978. — 168, [96] с.
- Александров Ю. Н. Экскурсии по архитектуре: Методические рекомендации / Центр. совет по туризму и экскурсиям, Гл. экскурс. упр. — М.: Центр. рекламно-информ. бюро «Турист», 1975. — 70 с.
- Александров Ю. Н. Статьи «Путеводители по Москве», «Планы и схемы Москвы» // Москва: Энциклопедия / Гл. ред. А. Л. Нарочницкий. — М.: Советская энциклопедия, 1980. — 688 с. — 200 000 экз.
- Александров Ю. Н. и др. Музыка в камне: Архитектурные сокровища Москвы / Ю. Александров, Э. Кашкина, О. Кузовлева и др. — М.: Московский рабочий, 1981. — 320 с. — 25 000 экз.
- Александров Ю. Н. Москва: диалог путеводителей. — М.: Московский рабочий, 1982. — 496 с.
  - Александров Ю. Н. Москва: диалог путеводителей. — 2-е изд., перераб. и доп. — М.: Московский рабочий, 1985. — 496 с.
- Александров Ю. Н. Красная площадь: Люди, события, памятники. — М.: Московский рабочий, 1983. — 384 с.
  - Александров Ю. Н. Красная площадь: Люди, события, памятники. — 2-е изд. — М.: Московский рабочий, 1986. — 400 с.
  - Александров Ю. Н. Красная площадь: Люди, события, памятники. — 3-е изд., доп. — М.: Московский рабочий, 1987. — 208, [32] с.
- Александров Ю. Н., Шабуров Ю. Н. По Подмосковью: путеводитель для автотуристов. — М.: Профиздат, 1984. — 336 с.
- Александров Ю. Н. Москва заповедная. — М.: Газета «Московская правда», 1987. — 96 с.
  - Александров Ю. Н. Москва заповедная. — 2-е изд., испр. — М.: Газета «Московская правда», 1991. — 96 с.
- Александров Ю. Н. (сост.). Московский летописец. Вып. 1 / Сост. и авт. предисл. Ю. Н. Александров. — М.: Московский рабочий, 1988. — 352 с. — 100 000 экз. — ISBN 5-239-00052-2.
- Александров Ю. Н. (ред.-сост.). Московская старина: Воспоминания москвичей прошлого столетия / Общ. ред., предисл., примеч. Ю. Н. Александрова. — М.: Правда, 1989. — 544, [32] с.
- Пыляев М. И. Старая Москва: Рассказы о былой жизни первопрестольной столицы / Сост., авт. вступ. ст. и примеч. Ю. Н. Александров. — М.: Московский рабочий, 1990. — 416 с. — (Клуб любителей истории Отечества: КЛИО). — 150 000 экз. — ISBN 5-239-00569-9.
  - Пыляев М. И. Старая Москва: Рассказы о былой жизни первопрестольной столицы / Сост., авт. вступ. ст. и примеч. Ю. Н. Александров. — 2-е изд. — М.: Московский рабочий, 1996. — 416 с. — 15 000 экз. — ISBN 5-239-01644-5.
- Александров Ю. Н. Москва: Архитектурные мотивы: Альбом / Авт.-сост. Ю. Н. Александров. — М.: Советская Россия, 1990. — 272 с. — ISBN 5-268-00408-5.
- Александров Ю. Н. (сост.). Московский альбом: Воспоминания о Москве и москвичах XIX—XX вв. / Сост. Ю. Александров и др.; Авт. коммент. Ю. Александров. — М.: Журнал «Наше наследие»; Полиграфресурсы, 1997. — 560, [32] с. — (Русские мемуары). — ISBN 5-89295-001-8.
- Александров Ю. Н. История Москвы в памятниках. — М.: ИТРК, 2002. — 408 с. — 3000 экз. — ISBN 5-88010-155-X.
- Агеева Р. А., Александров Ю. Н., Бондарук Г. П. и др. Улицы Москвы. Старые и новые названия: Топонимический словарь-справочник / Отв. ред. Е. М. Поспелов. — М.: ИЦ «Наука, техника, образование», 2003. — 336 с. — ISBN 5-9900013-1-2.
- Александров Ю. Н. Я с Москвою повенчан: историко-биографическое эссе. — М.: Северный паломник, 2007. — 144, [32] с. — ISBN 5-94431-205-X.
- Александров Ю. Н. Избранное: (Я с Москвою повенчан): (К 90-летию со дня рождения Ю. Н. Александрова) / Отв. ред. А. Ю. Александрова. — М.: ПОЛИФОРМ, 2011. — 336 с. — 3000 экз. — ISBN 978-5-904583-07-1.